# Пардайян де Гондрен, Пьер де
Пьер де Пардайян де Гондрен д'Антен (фр. Pierre de Pardaillan de Gondrin d'Antin; 1692, Версаль — 2 ноября 1733, Буже) — герцог-епископ Лангра в 1724—1733 годах.

## Биография
Второй сын Луи Антуана де Пардайян де Гондрена, герцога д'Антен, и Жюли де Крюссоль д'Юзес, внук мадам де Монтеспан.
Был каноником в Париже и Страсбурге. В 1713 году получил в комменду аббатства Нотр-Дам-де-Лир и Сен-Пьер-де-Монтьераме. в 1718 году получил степень доктора в Сорбонне. 29 марта 1724 назначен герцогом-епископом Лангрским, посвящен Арманом Гастоном Максимильеном де Роганом 27 декабря.
Согласился с образованием Дижонского епископства, которому передавалась часть лангрских владений.
В 1717 году был избран почетным членом Академии надписей и изящной словесности, а 3 мая 1725 избран во Французскую академию, хотя не имел никаких публикаций. 30 июня был принят в состав Академии Никола де Малезьё.
В 1731 году издал Breviarium Lingonense, литургический сборник для Льежской церкви. В том же году было создано Дижонское епископство.